# Sciara hebes
Sciara hebes är en tvåvingeart som först beskrevs av Friedrich Hermann Loew 1870.  Sciara hebes ingår i släktet Sciara och familjen sorgmyggor.
Artens utbredningsområde är New Jersey. Inga underarter finns listade i Catalogue of Life.